# Mouzieys-Teulet
Mouzieys-Teulet est une commune française, située dans département du Tarn en région Occitanie. 

## Géographie

### Localisation

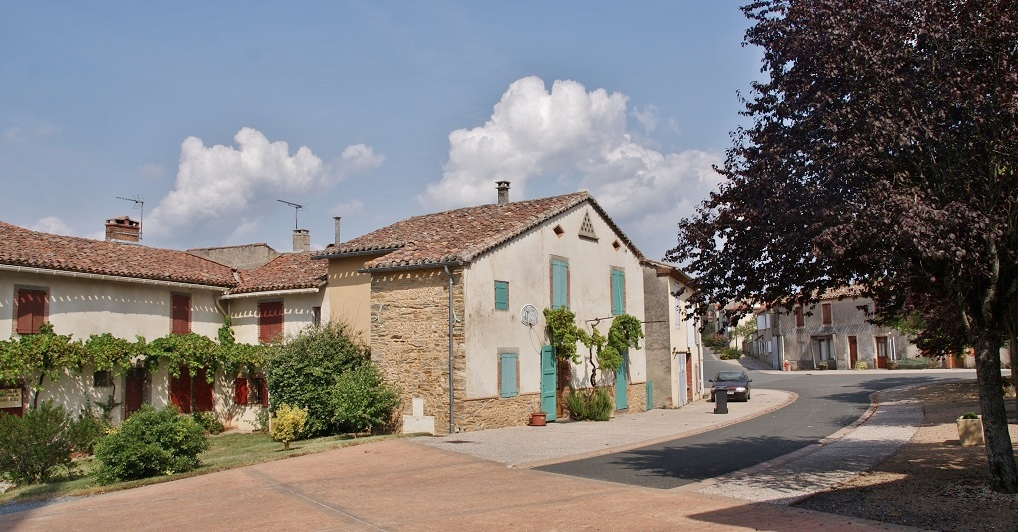
Le village.

Mouzieys-Teulet est une commune du Massif central située à 13 km à l'est d'Albi et à 30 km au nord de Castres, sur l'Assou.
Sur le plan historique et culturel, la commune est dans le Ségala, un territoire s'étendant sur les départements du Tarn et de l'Aveyron, constitué de longs plateaux schisteux, morcelés d'étroites vallées.
Elle fait partie de l'aire urbaine d'Albi, ainsi que de la zone d'emploi et du bassin de vie de la même ville.

### Communes limitrophes
La commune est limitrophe de cinq autres communes.
Les communes limitrophes sont  Bellegarde-Marsal, Fauch, Fréjairolles, Terre-de-Bancalié et Villefranche-d'Albigeois.
|              | Bellegarde-Marsal |                          |
| Fréjairolles | Mouzieys-Teulet   | Villefranche-d'Albigeois |
| Fauch        | Terre-de-Bancalié |                          |

### Géologie et relief
La superficie de la commune est de 13,21 km2 ; son altitude varie de 230  à   383 mètres.

### Hydrographie

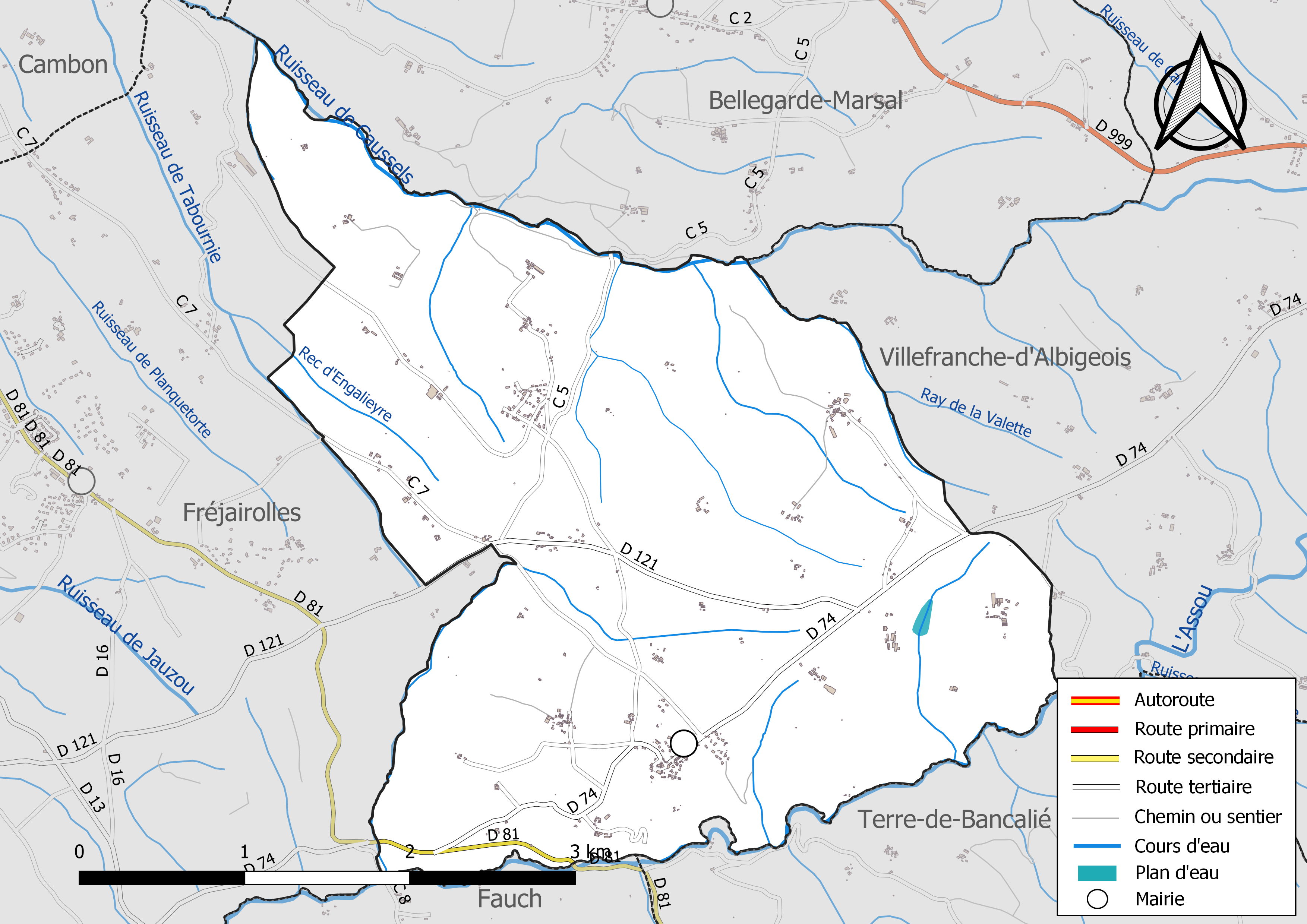
Réseaux hydrographique et routier de Mouzieys-Teulet.

La commune est dans le bassin de la Garonne, au sein du bassin hydrographique Adour-Garonne. Elle est drainée par l'Assou, le ruisseau de Caussels, le ruisseau de Tabournie, Ray de la Valette, Rec d'Engalieyre et par divers petits cours d'eau, qui constituent un réseau hydrographique de 17 km de longueur totale,.
L'Assou, d'une longueur totale de 36,7 km, prend sa source dans la commune du Fraysse et s'écoule du nord-est au sud-ouest. Il traverse la commune et se jette dans le Dadou à Laboutarie, après avoir traversé 12 communes.
Le ruisseau de Caussels, d'une longueur totale de 17,9 km, prend sa source dans la commune de Villefranche-d'Albigeois et s'écoule d'est en ouest. Il traverse la commune et se jette dans le Tarn à Albi, après avoir traversé 6 communes.

### Climat
Pour des articles plus généraux, voir Climat de l'Occitanie et Climat du Tarn.
En 2010, le climat de la commune est de type climat océanique altéré, selon une étude du Centre national de la recherche scientifique s'appuyant sur une série de données couvrant la période 1971-2000. En 2020, Météo-France publie une typologie des climats de la France métropolitaine dans laquelle la commune est toujours exposée à un climat océanique altéré et est dans une zone de transition entre les régions climatiques « Aquitaine, Gascogne » et « Sud-est du Massif Central ».
Pour la période 1971-2000, la température annuelle moyenne est de 12,6 °C, avec une amplitude thermique annuelle de 15,9 °C. Le cumul annuel moyen de précipitations est de 978 mm, avec 10,6 jours de précipitations en janvier et 6,3 jours en juillet. Pour la période 1991-2020, la température moyenne annuelle observée sur la station météorologique de Météo-France la plus proche, « Albi », sur la commune du Sequestre à 15 km à vol d'oiseau, est de 13,8 °C et le cumul annuel moyen de précipitations est de 733,9 mm. 
La température maximale relevée sur cette station est de 42,3 °C, atteinte le 23 août 2023 ; la température minimale est de −20,4 °C, atteinte le 16 janvier 1985,,.
Les paramètres climatiques de la commune ont été estimés pour le milieu du siècle (2041-2070) selon différents scénarios d'émission de gaz à effet de serre à partir des nouvelles projections climatiques de référence DRIAS-2020. Ils sont consultables sur un site dédié publié par Météo-France en novembre 2022.

### Milieux naturels et biodiversité
Aucun espace naturel présentant un intérêt patrimonial n'est recensé sur la commune dans l'inventaire national du patrimoine naturel,,.

## Urbanisme

### Typologie
Au 1er janvier 2024, Mouzieys-Teulet est catégorisée commune rurale à habitat dispersé, selon la nouvelle grille communale de densité à sept niveaux définie par l'Insee en 2022.
Elle est située hors unité urbaine. Par ailleurs la commune fait partie de l'aire d'attraction d'Albi, dont elle est une commune de la couronne,. Cette aire, qui regroupe 91 communes, est catégorisée dans les aires de 50 000 à moins de 200 000 habitants,.

### Occupation des sols

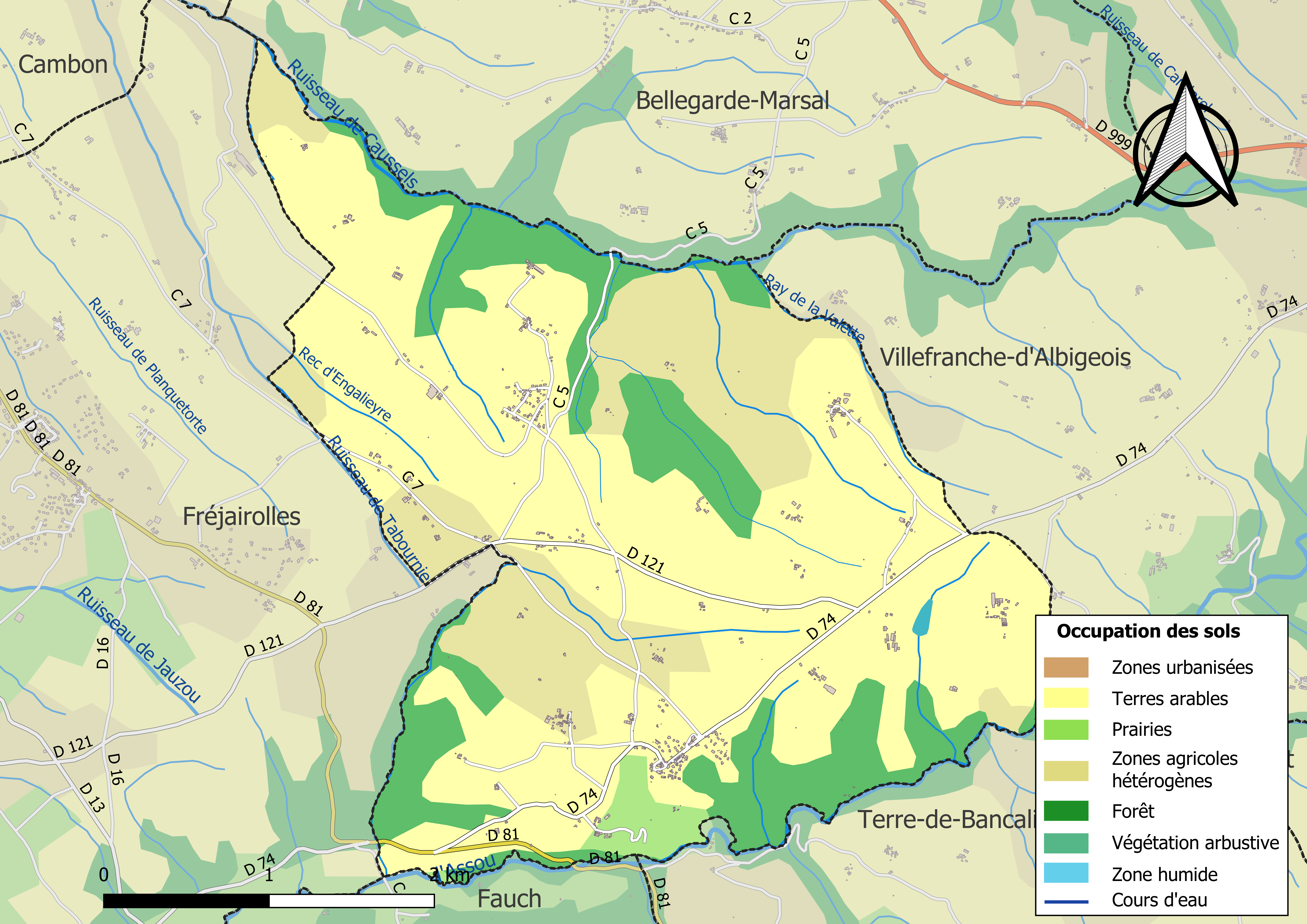
Carte des infrastructures et de l'occupation des sols de la commune en 2018 (CLC).

L'occupation des sols de la commune, telle qu'elle ressort de la base de données européenne d’occupation biophysique des sols Corine Land Cover (CLC), est marquée par l'importance des territoires agricoles (81,7 % en 2018), une proportion identique à celle de 1990 (81,7 %). La répartition détaillée en 2018 est la suivante : 
terres arables (60,4 %), zones agricoles hétérogènes (19,4 %), forêts (18,3 %), prairies (1,9 %). L'évolution de l’occupation des sols de la commune et de ses infrastructures peut être observée sur les différentes représentations cartographiques du territoire : la carte de Cassini (XVIIIe siècle), la carte d'état-major (1820-1866) et les cartes ou photos aériennes de l'IGN pour la période actuelle (1950 à aujourd'hui).

### Lieux-dits, hameaux et écarts
La commune compte un hameau, Teulet.

### Habitat et logement
En 2020, le nombre total de logements dans la commune était de 220, alors qu'il était de 191 en 2015 et de 173 en 2010.
Parmi ces logements, 94,7 % étaient des résidences principales, 3,8 % des résidences secondaires et 1,4 % des logements vacants. Ces logements étaient pour 95,7 % d'entre eux des maisons individuelles et pour 4,3 % des appartements.
Le tableau ci-dessous présente la typologie des logements à Mouzieys-Teulet en 2020 en comparaison avec celle du Tarn et de la France entière. Une caractéristique marquante du parc de logements est ainsi la faible proportion des résidences secondaires et logements occasionnels (3,8 %) par rapport au département (7,4 %) et à la France entière (9,7 %). 
| Typologie                                               | Mouzieys-Teulet | Tarn | France entière |
| ------------------------------------------------------- | --------------- | ---- | -------------- |
| Résidences principales (en %)                           | 94,7            | 83,5 | 82,1           |
| Résidences secondaires et logements occasionnels (en %) | 3,8             | 7,4  | 9,7            |
| Logements vacants (en %)                                | 1,4             | 9,1  | 8,2            |

### Risques naturels et technologiques
Le territoire de la commune de Mouzieys-Teulet est vulnérable à différents aléas naturels : météorologiques (tempête, orage, neige, grand froid, canicule ou sécheresse), inondations, feux de forêts, mouvements de terrains et séisme (sismicité très faible). Il est également exposé à un risque technologique,  le transport de matières dangereuses, et à un risque particulier : le risque de radon. Un site publié par le BRGM permet d'évaluer simplement et rapidement les risques d'un bien localisé soit par son adresse soit par le numéro de sa parcelle.

#### Risques naturels
Certaines parties du territoire communal sont susceptibles d’être affectées par le risque d’inondation par débordement de cours d'eau, notamment l'Assou et le ruisseau de Caussels. La cartographie des zones inondables en ex-Midi-Pyrénées réalisée dans le cadre du XIe Contrat de plan État-région, visant à informer les citoyens et les décideurs sur le risque d’inondation, est accessible sur le site de la DREAL Occitanie. La commune a été reconnue en état de catastrophe naturelle au titre des dommages causés par les inondations et coulées de boue survenues en 1982,.
Mouzieys-Teulet est exposée au risque de feu de forêt. En 2022, il n'existe pas de Plan de Prévention des Risques incendie de forêt (PPRif). Le débroussaillement aux abords des maisons constitue l’une des meilleures protections pour les particuliers contre le feu,.

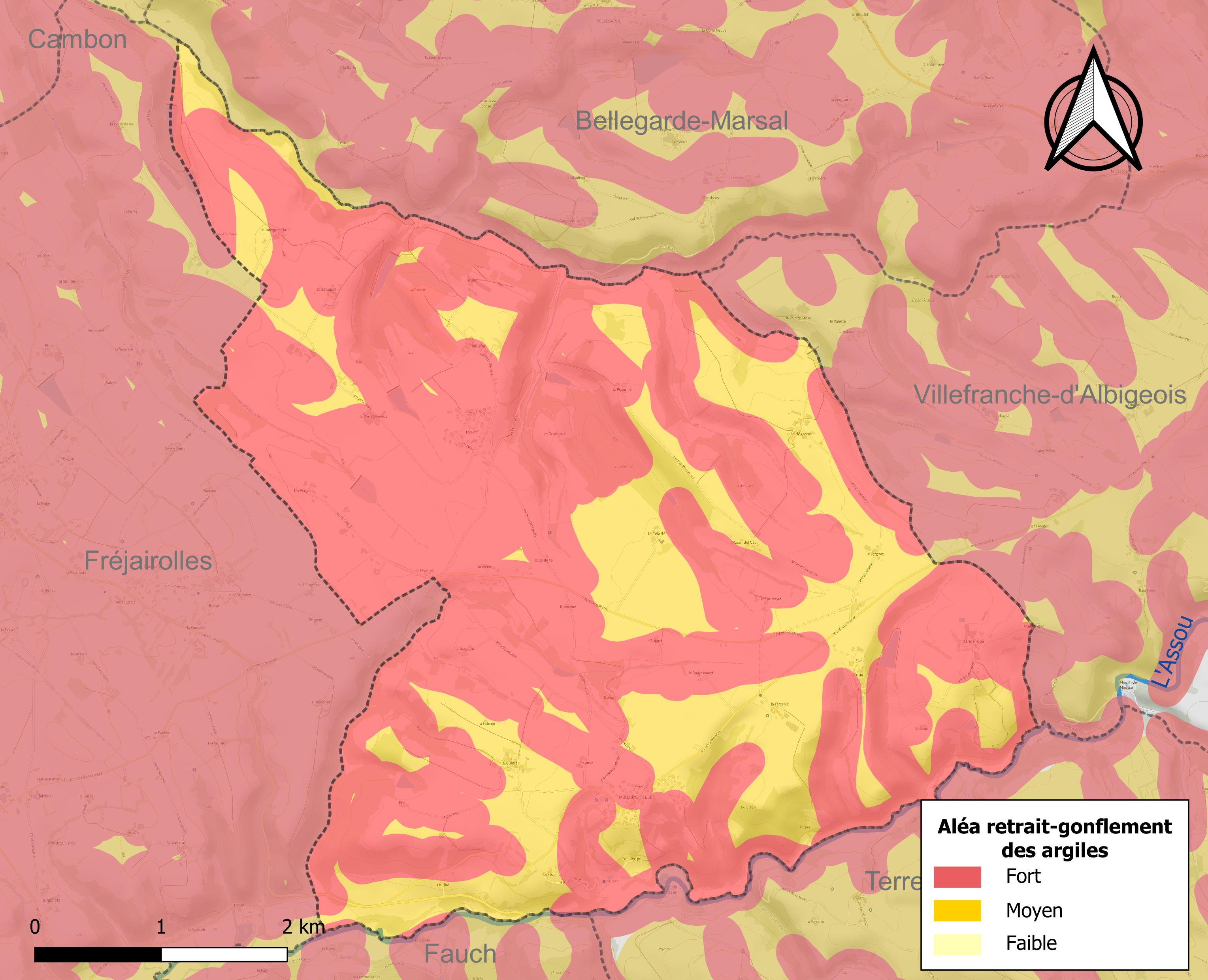
Carte des zones d'aléa retrait-gonflement des sols argileux de Mouzieys-Teulet.

La commune est vulnérable au risque de mouvements de terrains constitué principalement du retrait-gonflement des sols argileux. Cet aléa est susceptible d'engendrer des dommages importants aux bâtiments en cas d’alternance de périodes de sécheresse et de pluie. La totalité de la commune est en aléa moyen ou fort (76,3 % au niveau départemental et 48,5 % au niveau national). Sur les 199 bâtiments dénombrés sur la commune en 2019, 199 sont en aléa moyen ou fort, soit 100 %, à comparer aux 90 % au niveau départemental et 54 % au niveau national. Une cartographie de l'exposition du territoire national au retrait gonflement des sols argileux est disponible sur le site du BRGM,.
Par ailleurs, afin de mieux appréhender le risque d’affaissement de terrain, l'inventaire national des cavités souterraines permet de localiser celles situées sur la commune.

#### Risques technologiques
Le risque de transport de matières dangereuses sur la commune est lié à sa traversée par des infrastructures routières ou ferroviaires importantes ou la présence d'une canalisation de transport d'hydrocarbures. Un accident se produisant sur de telles infrastructures est susceptible d’avoir des effets graves sur les biens, les personnes ou l'environnement, selon la nature du matériau transporté. Des dispositions d’urbanisme peuvent être préconisées en conséquence.

#### Risque particulier
Dans plusieurs parties du territoire national, le radon, accumulé dans certains logements ou autres locaux, peut constituer une source significative d’exposition de la population aux rayonnements ionisants. Certaines communes du département sont concernées par le risque radon à un niveau plus ou moins élevé. Selon la classification de 2018, la commune de Mouzieys-Teulet est classée en zone 3, à savoir zone à potentiel radon significatif.

### Voies de communication et transports
La commune n'est desservie par aucun service de transport en commun. La gare la plus proche est la gare d'Albi-Ville, desservie par des TER Occitanie et des Intercités de nuit.

## Toponymie
La commune est instaurée sous le nom de Mouzieys par la Révolution française. Après avoir intégré celle de Teulet en 1833, elle prend sa dénomination actuelle de Mouzieys-Teulet.

## Histoire
En 1833, la commune, instituée par la Révolution française, absorbe celle de Teulet.

## Politique et administration

### Rattachements administratifs et électoraux

#### Rattachements administratifs
La commune se trouve dans l'arrondissement d'Albi du département du Tarn
Elle faisait partie depuis 1802 du canton de Villefranche-d'Albigeois. Dans le cadre du redécoupage cantonal de 2014 en France, cette circonscription administrative territoriale a disparu, et le canton n'est plus qu'une circonscription électorale.

#### Rattachements électoraux
Pour les élections départementales, la commune fait partie depuis 2014 du canton du Haut Dadou dont le bureau centralisateur est à Réalmont
Pour l'élection des députés, elle fait partie de la première circonscription du Tarn.

### Intercommunalité
Mouzieys-Teulet était membre de la petite communauté de communes du Villefranchois, un établissement public de coopération intercommunale (EPCI) à fiscalité propre créé fin 2001 et auquel la commune avait transféré un certain nombre de ses compétences, dans les conditions déterminées par le code général des collectivités territoriales.
Conformément aux prescriptions de la loi de réforme des collectivités territoriales du 16 décembre 2010, qui a prévu le renforcement et la simplification des intercommunalités et la constitution de structures intercommunales de grande taille, cette intercommunalité a fusionné avec sa voisine pour former, le 1er janvier 2013, la communauté de communes des Monts d'Alban et du Villefranchois, dont est désormais membre la commune.

### Liste des maires successifs
| Période                                  | Période                        | Identité         | Étiquette | Qualité                 |
| ---------------------------------------- | ------------------------------ | ---------------- | --------- | ----------------------- |
| Les données manquantes sont à compléter. |                                |                  |           |                         |
|                                          |                                |                  |           |                         |
| mars 2001                                | mars 2008                      | Angély Alary     |           |                         |
| mars 2008                                | décembre 2022                  | Gérard Puech     | PS        | Mort en fonction        |
| juin 2023                                | En cours (au 30 novembre 2023) | Sébastien Paulhe |           | Représentant commercial |

## Population et société
Les habitants sont appelés les Mouzieissois ou  Mouzieissoises.

### Démographie
L'évolution du nombre d'habitants est connue à travers les recensements de la population effectués dans la commune depuis 1793. Pour les communes de moins de 10 000 habitants, une enquête de recensement portant sur toute la population est réalisée tous les cinq ans, les populations de référence des années intermédiaires étant quant à elles estimées par interpolation ou extrapolation. Pour la commune, le premier recensement exhaustif entrant dans le cadre du nouveau dispositif a été réalisé en 2007.

En 2022, la commune comptait 494 habitants, en évolution de +0,61 % par rapport à 2016 (Tarn : +2,52 %, France hors Mayotte : +2,11 %).
| 1793 | 1800 | 1806 | 1821 | 1831 | 1836 | 1841 | 1846 | 1851 |
| ---- | ---- | ---- | ---- | ---- | ---- | ---- | ---- | ---- |
| 299  | 289  | 344  | 413  | 465  | 583  | 564  | 603  | 623  |

| 1856 | 1861 | 1866 | 1872 | 1876 | 1881 | 1886 | 1891 | 1896 |
| ---- | ---- | ---- | ---- | ---- | ---- | ---- | ---- | ---- |
| 626  | 600  | 620  | 635  | 663  | 673  | 625  | 552  | 520  |

| 1901 | 1906 | 1911 | 1921 | 1926 | 1931 | 1936 | 1946 | 1954 |
| ---- | ---- | ---- | ---- | ---- | ---- | ---- | ---- | ---- |
| 463  | 464  | 445  | 385  | 366  | 351  | 334  | 313  | 312  |

| 1962 | 1968 | 1975 | 1982 | 1990 | 1999 | 2006 | 2007 | 2012 |
| ---- | ---- | ---- | ---- | ---- | ---- | ---- | ---- | ---- |
| 336  | 293  | 251  | 257  | 307  | 311  | 406  | 419  | 408  |

| 2017 | 2022 | - | - | - | - | - | - | - |
| ---- | ---- | - | - | - | - | - | - | - |
| 514  | 494  | - | - | - | - | - | - | - |

Mouzieys-Teulet est une commune rurale où est constatée une forte hausse de la population depuis 1975.

## Économie

### Revenus
En 2018, la commune compte 178 ménages fiscaux, regroupant 466 personnes. La médiane du revenu disponible par unité de consommation est de 21 090 € (20 400 € dans le département).

### Emploi
|                | 2008  | 2013  | 2018  |
| -------------- | ----- | ----- | ----- |
| Commune        | 5,5 % | 6,8 % | 6,5 % |
| Département    | 8,2 % | 9,9 % | 10 %  |
| France entière | 8,3 % | 10 %  | 10 %  |

En 2018, la population âgée de 15 à 64 ans s'élève à 331 personnes, parmi lesquelles on compte 83,5 % d'actifs (77 % ayant un emploi et 6,5 % de chômeurs) et 16,5 % d'inactifs,. Depuis 2008, le taux de chômage communal (au sens du recensement) des 15-64 ans est inférieur à celui de la France et du département.
La commune fait partie de la couronne de l'aire d'attraction d'Albi, du fait qu'au moins 15 % des actifs travaillent dans le pôle,. Elle compte 42 emplois en 2018, contre 38 en 2013 et 42 en 2008. Le nombre d'actifs ayant un emploi résidant dans la commune est de 255, soit un indicateur de concentration d'emploi de 16,4 % et un taux d'activité parmi les 15 ans ou plus de 67,6 %.
Sur ces 255 actifs de 15 ans ou plus ayant un emploi, 37 travaillent dans la commune, soit 15 % des habitants. Pour se rendre au travail, 92,3 % des habitants utilisent un véhicule personnel ou de fonction à quatre roues, 0,4 % les transports en commun, 2,8 % s'y rendent en deux-roues, à vélo ou à pied et 4,4 % n'ont pas besoin de transport (travail au domicile).

### Activités hors agriculture
17 établissements sont implantés  à Mouzieys-Teulet au 31 décembre 2019.
Le secteur de l'industrie manufacturière, des industries extractives et autres est prépondérant sur la commune puisqu'il représente 29,4 % du nombre total d'établissements de la commune (5 sur les 17 entreprises implantées  à Mouzieys-Teulet), contre 13 % au niveau départemental.

### Agriculture
La commune est dans la « plaine de l'Albigeois et du Castrais », une petite région agricole occupant le centre du département du Tarn. En 2020, l'orientation technico-économique de l'agriculture  sur la commune est la combinaisons de granivores (porcins, volailles). 
|               | 1988 | 2000 | 2010 | 2020 |
| ------------- | ---- | ---- | ---- | ---- |
| Exploitations | 34   | 26   | 19   | 18   |
| SAU (ha)      | 935  | 902  | 917  | 888  |

Le nombre d'exploitations agricoles en activité et ayant leur siège dans la commune est passé de 34 lors du recensement agricole de 1988  à 26 en 2000 puis à 19 en 2010 et enfin à 18 en 2020, soit une baisse de 47 % en 32 ans. Le même mouvement est observé à l'échelle du département qui a perdu pendant cette période 58 % de ses exploitations,. La surface agricole utilisée sur la commune a également diminué, passant de 935 ha en 1988 à 888 ha en 2020. Parallèlement la surface agricole utilisée moyenne par exploitation a augmenté, passant de 28 à 49 ha.

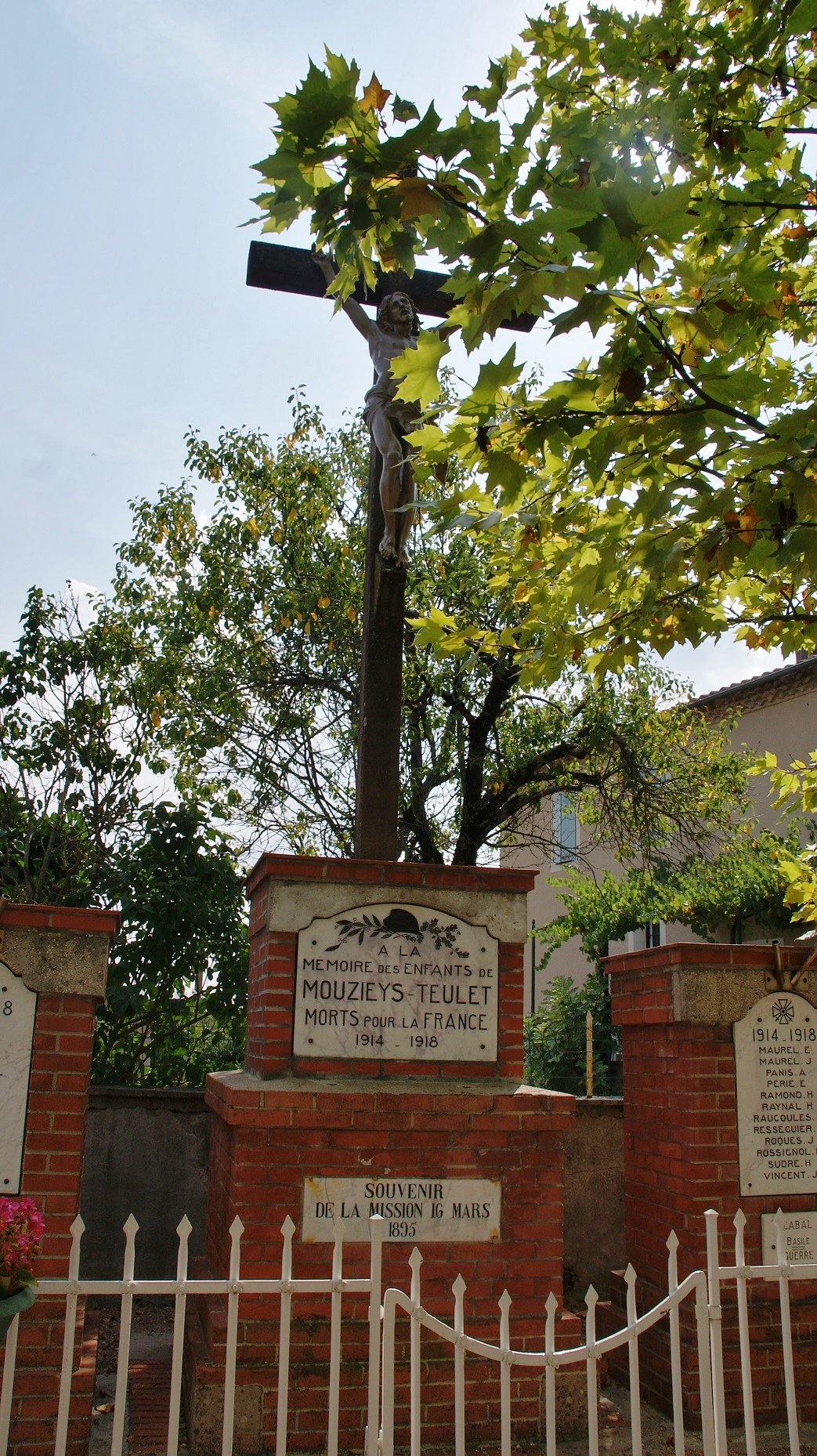
Monument aux morts sur un calvaire de mission.

## Culture locale et patrimoine

### Lieux et monuments

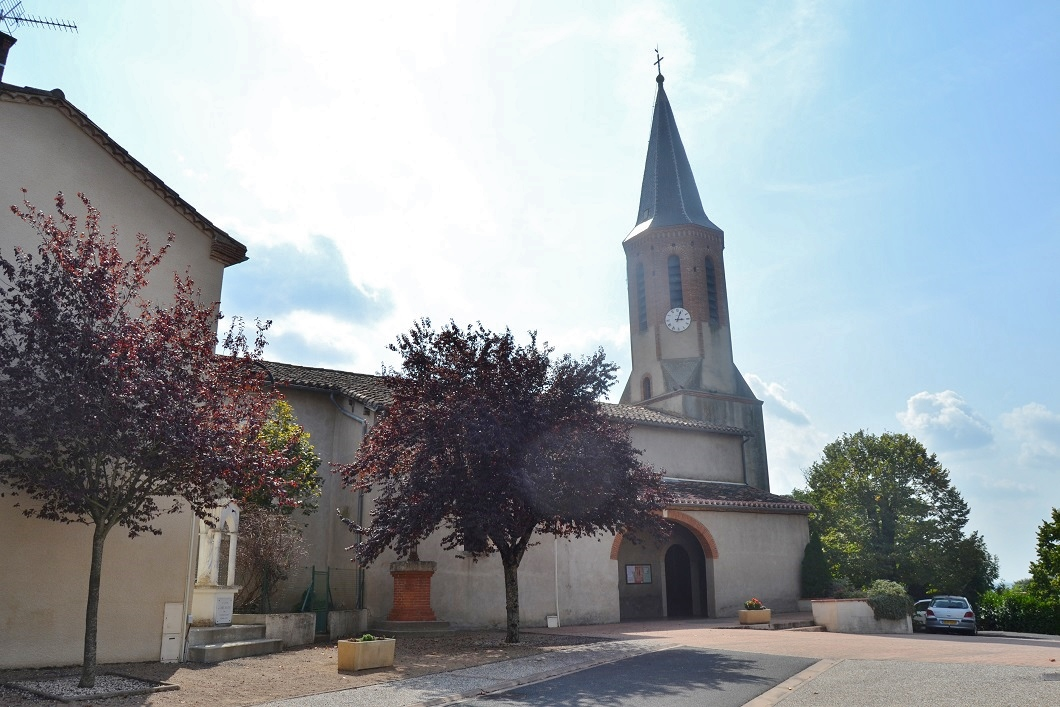
Église Saint-Jean-Baptiste de Mouzieys-Teulet.

- Église paroissiale Saint-Jean-Baptiste de Mouzieys-Teulet.
- Chapelle de Taillefer.

### Personnalités liées à la commune
- Pierre Cuq, dit Pierre Mondy (1925-2012) comédien et metteur en scène français. Son père, directeur d’un école privée, était natif de Mouzieys-Teulet (Tarn) et issu de vieilles lignées locales[38]

## Pour approfondir